# Puzdrowo
Puzdrowo (dodatkowa nazwa w j. kaszub. Pùzdrowò, niem. Pusdrowo) – wieś kaszubska w Polsce, położona w województwie pomorskim, w powiecie kartuskim, w gminie Sierakowice, na Pojezierzu Kaszubskim, przy drodze wojewódzkiej nr 211 i na zachód od jeziora Świniewo. Dzisiejsze Puzdrowo coraz szybciej staje się zachodnią dzielnicą jednej z największych wsi kaszubskich, rozbudowujących się sąsiednich Sierakowic.
Wieś szlachecka położona była w II połowie XVI wieku w powiecie mirachowskim województwa pomorskiego. W latach 1975–1998 miejscowość administracyjnie należała do województwa gdańskiego.
| SIMC    | Nazwa              | Rodzaj                 |
| ------- | ------------------ | ---------------------- |
| 0171240 | Dąbrowa Puzdrowska | część wsi (przed 2023) |
| 0171256 | Moczydło           | część wsi (przed 2023) |
| 0171262 | Puzdrowski Młyn    | część wsi              |

## Historia
Nazwę wsi można tłumaczyć podwójnie. Przedrostek „puzdro” może oznaczać pękate naczynie, zagłębienie w terenie lub przezwisko właściciela miejscowości. Do 1918 roku obowiązującą nazwą niemieckiej administracji dla Puzdrowa było Pusdrowo. Podczas okupacji niemieckiej w 1942 r. nazwa Pusdrowo została przez nazistowskich propagandystów niemieckich (w ramach szerokiej akcji odkaszubiania i odpolszczania nazw niemieckiego lebensraumu) zweryfikowana jako zbyt kaszubska i przemianowana na nowo wymyśloną i bardziej niemiecką – Pustrau.
Pierwsze wzmianki o Puzdrowie można znaleźć już w 1396 roku. Była to wieś szlachecka. W 1570 roku liczyła 18 włók roli. Wówczas jej właścicielami byli Jan Sadza, Paweł Bojan, Bartłomiej Bojan, Jakub Girsz oraz Marcin Girsz. Kolejne zapiski w źródłach historycznych pochodzą z XVII wieku. Informacje dotyczyły czterech szlacheckich właścicieli miejscowości w 1662 roku, a byli nimi Jerzy Bronk, Bartłomiej Sadzik, Jakub Bojan i Pobłocki. W kolejnych latach zmieniali się właściciele, a to na skutek zawierania związków małżeńskich i działów spadkowych. W 1772 roku wieś składała się z sześciu części.
W granicach wsi znajdował się niewielki las dębowy. Właściciele Puzdrowa i również dzierżawcy posiadali prawo warzenia piwa i palenia gorzałki. W poszczególnych działach osadzeni byli chałupnicy lub zagrodnicy, wyposażeni w niewielki kawałek ziemi.
Przez wieś przepływa rzeczka stanowiąca jedno z koryt Bukowiny. Jej wody napędzały młyn wodny znajdujący się na gruncie Józefa Łaszewskiego. To jednoworcze osiedle młyńskie w następnych latach rozrosło się w osadę Puzdrowski Młyn. Dobra lokalizacja Puzdrowa oraz stosunkowo dobre gleby sprawiają, że jest dość zasobna. Za czasów PRL uprawiano tu trawę nasienną, len, brukiew nasienną, sadzeniaki ziemniaków, marchew nasienną i jadalną. Nadal uprawia się tu truskawki. Rozpoczęto tu najwcześniej w okolicy przemysłową hodowlę drobiu. Obecnie wieś nazywana jest „zagłębiem drobiarskim”.
Pierwszą szkołę uruchomiono tu w 1873 roku. Do tego roku dzieci uczęszczały do szkoły w Sierakowicach. W 1890 roku budynek spłonął. Odbudowano go i do końca I wojny światowej szkoła istniała jako placówka katolicka z niemieckim językiem nauczania. W okresie międzywojennym placówka była 4-klasowa. Po II wojnie światowej zaczęła funkcjonować jako 5-klasowa, a od 1956 roku istniało już siedem klas. Pod koniec lat sześćdziesiątych szkołę rozbudowano, dodając jedną izbę klasową. Dziesięć lat później wybudowano wolno stojący pawilon, powiększając bazę lokalową szkoły. 

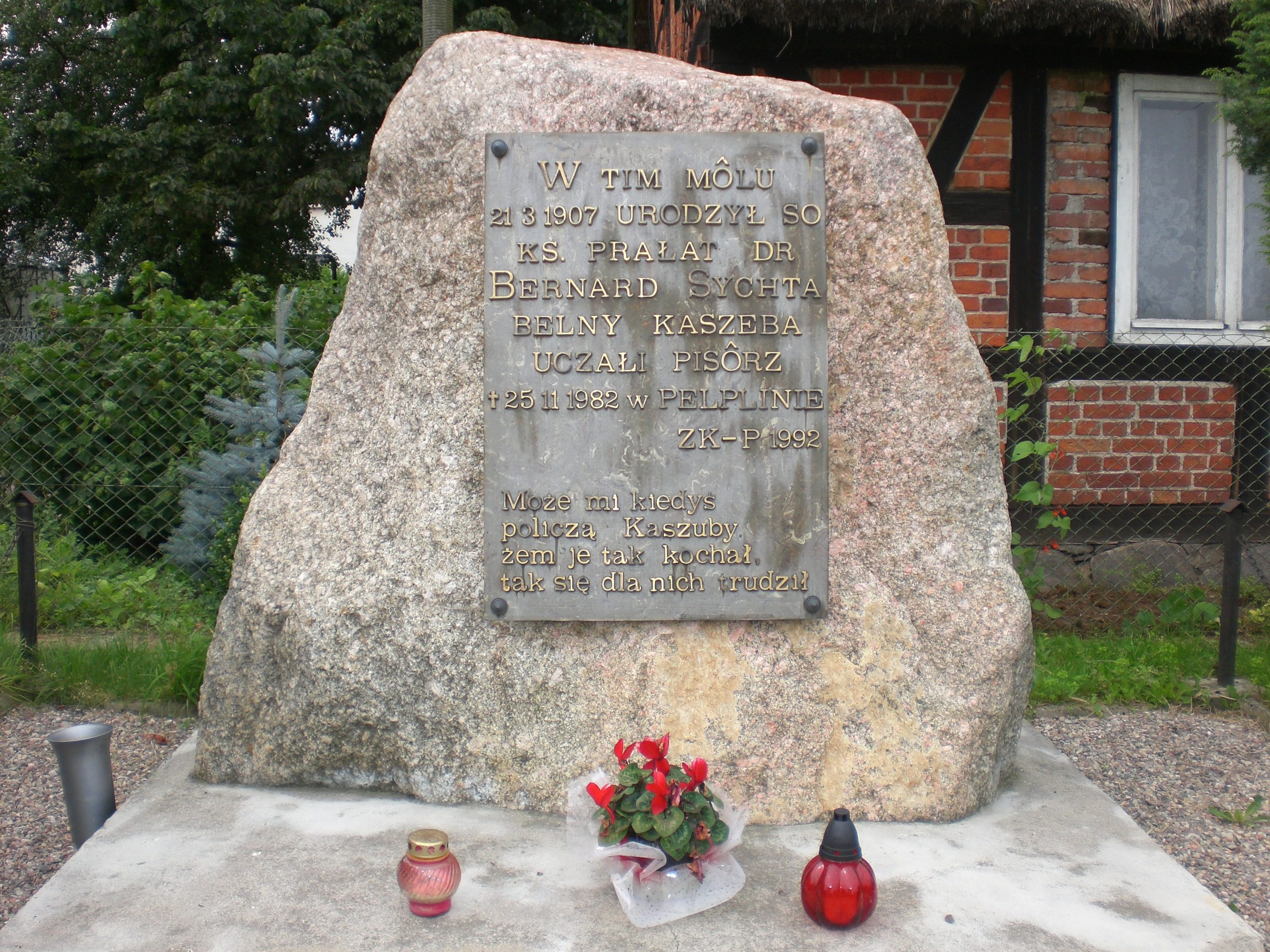
Kamień pamiątkowy przed domem ks. Sychty

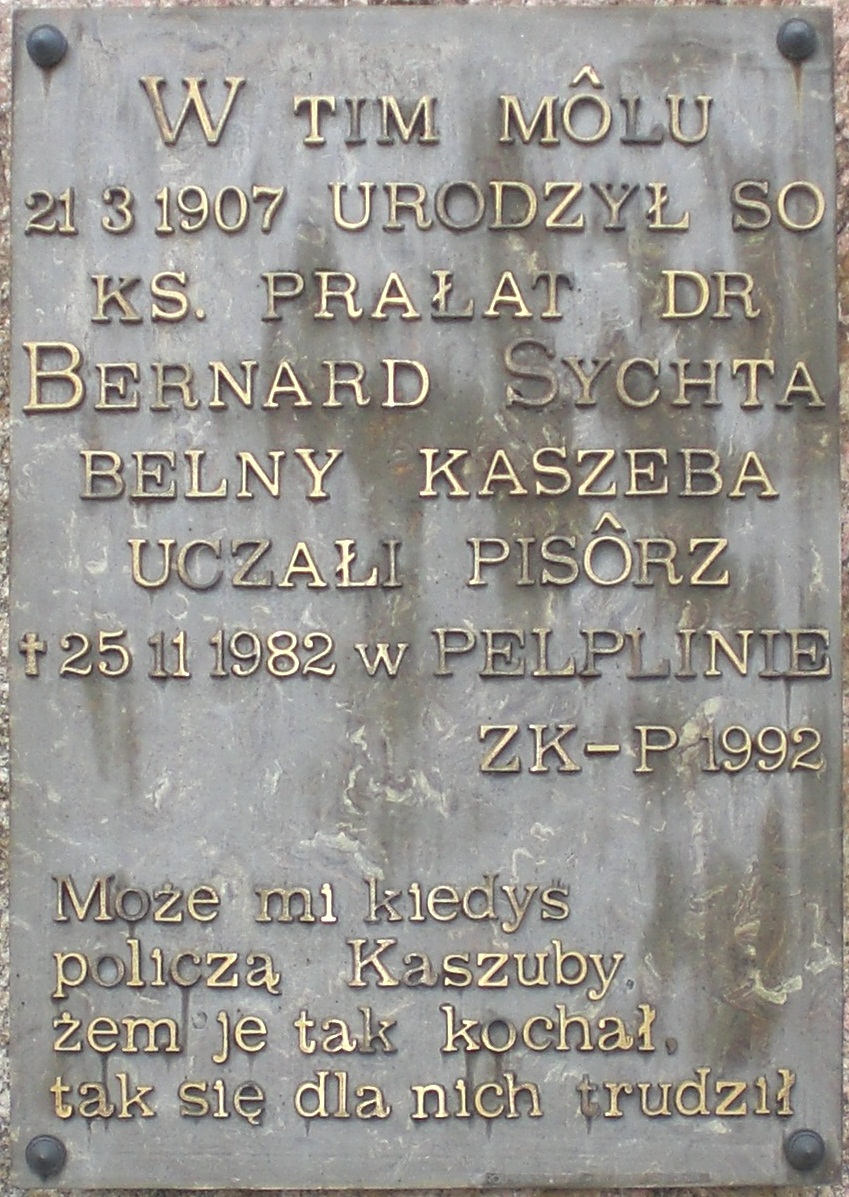
Tablica pamiątkowa na kamieniu

W 1907 roku założono w Puzdrowie spółkę produkcyjną „Fortuna”. Spółka zbudowała cegielnię produkującą cegłę sylikatową. Udziałowcami firmy byli: ks. Bernard Łosiński – proboszcz sierakowicki, p. Brzeski z Łyśniewa, p. Myszk z Dąbrowy Puzdrowskiej i Jan Sychta z Puzdrowa, ojciec ks. Bernarda Sychty. Cegielnia przetrwała jedynie do II wojny światowej. Podjęto próby uruchomienia produkcji, jednak zamiar się nie udał. Ostateczną likwidacją było zburzenie komina dokonane na początku lat osiemdziesiątych.
W 1949 roku Puzdrowo zostało zelektryfikowane. Było wtedy jedną z trzech wsi należących do gminy Sierakowice, która korzystała z elektryczności. Całe sołectwo zelektryfikowano pod koniec lat siedemdziesiątych.
W latach 1952 i 1959 roku Puzdrowo przeżyło wielkie pożary. Spalone zagrody jednak odbudowano. Dziś we wsi znajdują się w większości nowe domy.
Miejscem, dzięki któremu Puzdrowo jest znane na całych Kaszubach, jest dom, w którym urodził się i wychował Bernard Sychta – ksiądz katolicki, działacz kaszubski, etnograf, językoznawca, dramatopisarz, malarz, poeta.
W 1992 roku przed domem ustawiono obelisk, który ma przypominać wszystkim Kaszubom, że to tu urodził się zasłużony dla Kaszub i Kociewia ks. Bernard Sychta.
W latach 1954-1968 wieś była siedzibą gromady Puzdrowo, po jej zniesieniu w gromadzie Sierakowice.

## Gospodarka
Puzdrowo jest typową wsią rolniczą, z kilkoma dużymi gospodarstwami, zmodernizowanymi i wyspecjalizowanymi. Pozostałe gospodarstwa są małe, silnie rozdrobnione i funkcjonują według starych zasad. Silną stroną miejscowości jest produkcja mięsa kurzego.
We wsi działa kilkanaście firm o charakterze usługowym. Znajdują się tu między innymi kopalnie żwiru, zakład dekarski, tapicerski, mechaniki pojazdowej, ciesielski oraz budowlany.

## Infrastruktura
Zabudowa mieszkaniowa i usługi we wsi są skoncentrowane w granicach historycznego układu przestrzennego wzdłuż dróg nr 211 i 214. Przy szkole podstawowej powstał Park Praw Natury. Korzystać z niego mogą uczniowie, mieszkańcy oraz turyści. Istnieją tu także ogólnodostępne hala sportowa oraz boisko. Zabudowa to budynki jednorodzinne, zabudowania gospodarcze oraz niewielkie zakłady usługowe. 
Infrastruktura społeczna jest tu umiarkowanie rozwinięta. Ogranicza się tylko do budynku szkoły podstawowej. System gospodarki ściekowej jest oparty na sieci kanalizacji sanitarnej, która jest wspólnym projektem realizowanym przez gminy Sierakowice i Sulęczyno. Miejscowość ma pełny dostęp do sieci wodociągowej, a na jej terenie znajduje się hydrofornia.
Na obrzeżu wsi znajduje się do dziś duża kopalnia żwiru. Z Puzdrowa prowadzi asfaltowa droga do Łyśniewa. Inną szosą można dojechać do Tuchlina, Sulęczyna lub Kościerzyny. Główna trasa to droga państwowa Gdańsk – Słupsk.

## Społeczność
Mieszkańcy wsi to przede wszystkim wielopokoleniowa ludność kaszubska. Mieszkańcy mają silne poczucie tożsamości kaszubskiej. W tutejszej szkole nieprzerwanie od kilkunastu lat prowadzone są zajęcia z języka kaszubskiego. Wśród ludności można zauważyć lokalny patriotyzm, który przejawia się przestrzeganiem tradycji i obrzędów kaszubskich.
Przy szosie z Puzdrowa do Tuchlina wybudował swój dom p. Leon Puzdrowski. Jest jednym z niewielu mieszkańców gminy, którzy potrafią grać na instrumencie miechowym zwanym bandonią.

## Znani mieszkańcy
- Bernard Sychta (ksiądz katolicki i działacz kaszubski)